# Galatro
Galatro es un municipio sito en el territorio de la provincia de Reggio Calabria, en Calabria (Italia).

## Demografía

Provincia de Reggio Calabria

| Gráfica de evolución demográfica de Galatro entre 1861 y 2001 |
|                                                               |
| Fuente ISTAT - elaboración gráfica a cargo de Wikipedia       |

FDB C VBZ